# Big Bad Beetleborgs
'Big Bad Beetleborgs' (mais tarde 'Beetleborgs Metallix') foi um seriado norte-americano produzido pela Saban Entertainment, mesma produtora de Power Rangers, inspirado em Juukou B-Fighter e B-Fighter Kabuto. O roteiro foi novamente infiel e teve apenas duas temporadas. No Brasil foi exibido em 1997, nas manhãs da TV Globo, no programa Angel Mix apresentado por Angélica. Seu nome na versão brasileira ficou conhecido como Heróis Por Acaso.

## História
Três crianças se tornam seu grupo favorito das história em quadrinhos.

Beetleborgs -/ Beetleborgs Metallix

Saban’s Big Bad Beetle Borgs / Beetle Borgs Metallix 

Produção: Saban - Toei Company, 1996

Episódios: 52 (1ª temporada), 36 (2ª temporada)

Criação: Haim Saban & Shuki Levy (Baseado nas séries: Jukkou B-Fighter e B-Fighter Kabuto)

Exibição no Brasil: Fox Kids - Globo

Exibição no Portugal: Fox Kids 

Distribuição: Saban International

## Beetleborgs
- Andrew "Drew" McCormick - Blue Stinger Borg e Chromium Gold Borg
- Roland Williams - Greeen Hunter Borg e Titanium Silver Borg
- Josephine "Jo" McCormick - Red Striker Borg e Platinum Purple Borg
- Josh Baldwin - White Blaster Borg

## Vilões
- Vexor - O líder dos Magnavores
- Typhus
- Noxic
- Jara
- Horribelle
- Vilor
- Mantrons

## Elenco
| Ator/Atriz       | Dublador Brasileiro | Dobrador Português | Personagem |
| ---------------- | ------------------- | ------------------ | ---------- |
| Wesley Barker    | Gustavo Nader       | Alexandra Sedas    | Drew       |
| Herbie Baez      | Marcos Souza        | Filipe Costa       | Roland     |
| Shannon Chandler | ????                | Ana Saltão         | Jo         |
| Warren Berkow    | ????                | ????               | Josh       |
| Billy Forrester  | Marco Antônio Costa | Filipe Duarte      | Flabber    |